# Catocala vivida
Catocala vivida är en fjärilsart som beskrevs av W. Warren 1913. Catocala vivida ingår i släktet Catocala och familjen nattflyn. Inga underarter finns listade i Catalogue of Life.